# NGC 5334
NGC 5334 este o hi (21cm) source⁠(d) situată în constelația Fecioara. A fost descoperită în 15 aprilie 1787 de către William Herschel. Se află la o distanță de 23,1 de megaparseci de Pământ.